# Thanh niên Hành Khúc

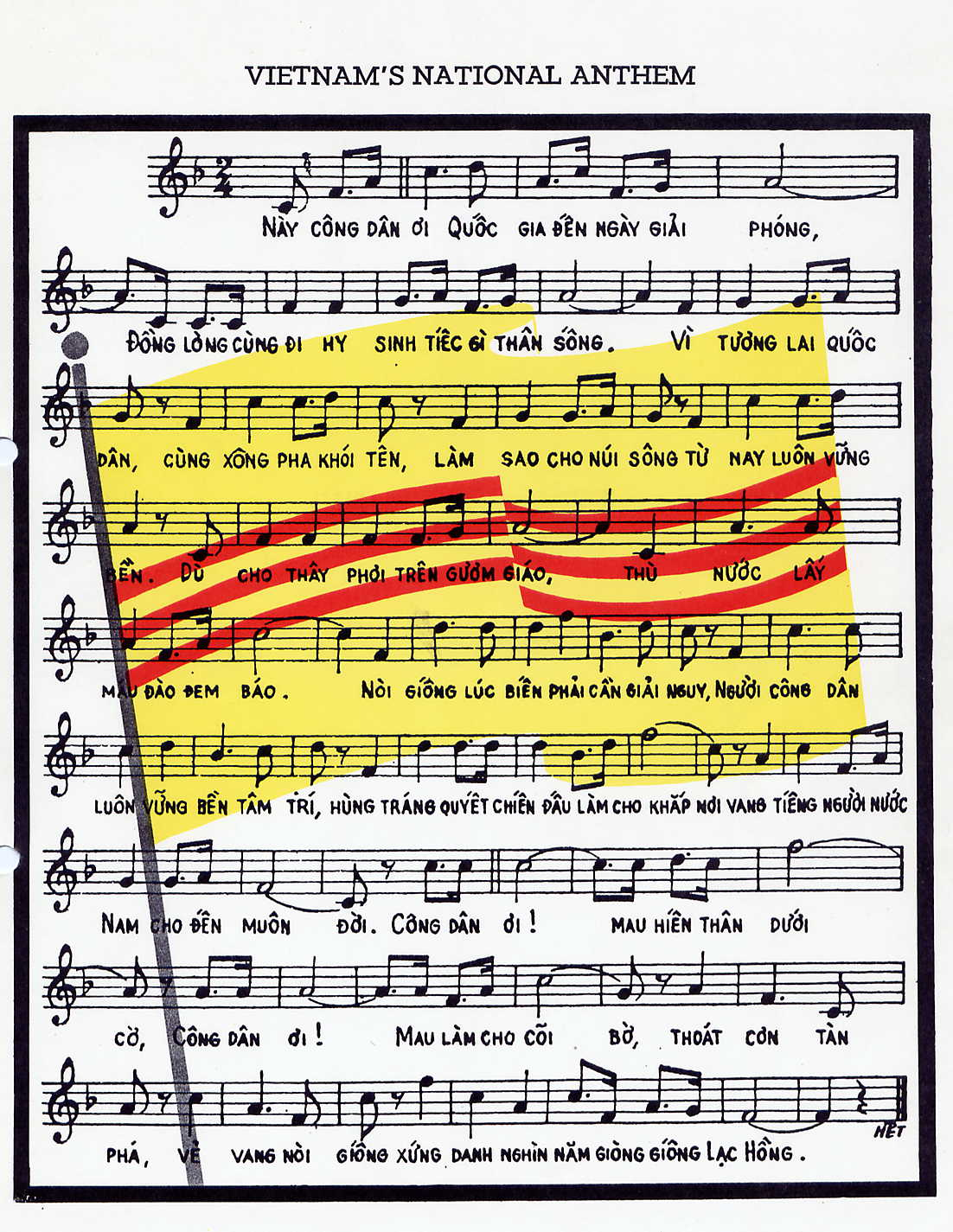
Partitura del himno de Vietnam del Sur.

Thanh niên Hành Khúc (Llamado a los ciudadanos) fue el himno de Vietnam del Sur hasta 1975. Fue creado por Luu Huu Phuoc, un estudiante vietnamita que luego se afiliaría al Partido Comunista.

## Letras

### Tiếng Gọi Công Dân -(Llamado a los ciudadanos)

#### En el vietnamita original
Này Công Dân ơi! Quốc gia đến ngày giải phóng.[4]
Đồng lòng cùng đi hy sinh tiếc gì thân sống.
Vì tương lai Quốc Dân, cùng xông pha khói tên,
Làm sao cho núi sông từ nay luôn vững bền.
Dù cho thây phơi trên gươm giáo,
Thù nước, lấy máu đào đem báo.
Nòi giống lúc biến phải cần giải nguy,
Người Công Dân luôn vững bền tâm trí.
Hùng tráng quyết chiến đấu làm cho khắp nơi
Vang tiếng người nước Nam cho đến muôn đời!
Công Dân ơi! Mau hiến thân dưới cờ!
Công Dân ơi! Mau làm cho cõi bờ
Thoát cơn tàn phá, vẻ vang nòi giống
Xứng danh nghìn năm dòng giống Lạc Hồng!

#### Traducción a español
¡Oh ciudadanos! Nuestro país llega al día de liberación.
De un corazón avanzamos sacrificando nosotros mismos sin arrepentimientos.
Por el futuro del pueblo avanzamos a la batalla,
dejarnos convertir esta tierra fuerza eternamente.
Si nuestros cuerpos permanecen en el campo de batalla,
la nación vengará por sangre carmesí.
En veces problemáticos,
la raz estaré salvado.